# Edificio Independent Order of Odd Fellows (San Diego)
El Edificio Independent Order of Odd Fellows  es un edificio histórico ubicado en San Diego, California.  Edificio Independent Order of Odd Fellows se encuentra inscrito  en el Registro Nacional de Lugares Históricos desde el 31 de enero de 1978.

## Ubicación
El Edificio Independent Order of Odd Fellows se encuentra dentro del condado de San Diego en las coordenadas 32°42′42″N 117°09′31″O / 32.711667, -117.158611.